# Distrito de Krishnagiri
Krishnagiri  (en Tamil; கிருட்டிணகிரி மாவட்டம் ) es un distrito de India, en el estado de Tamil Nadu . 
Comprende una superficie de 5143 km².
El centro administrativo es la ciudad de Krishnagiri .

## Demografía
Según censo 2011 contaba con una población total de 1879809 habitantes.